# Krähenbeerblättrige Berberitze

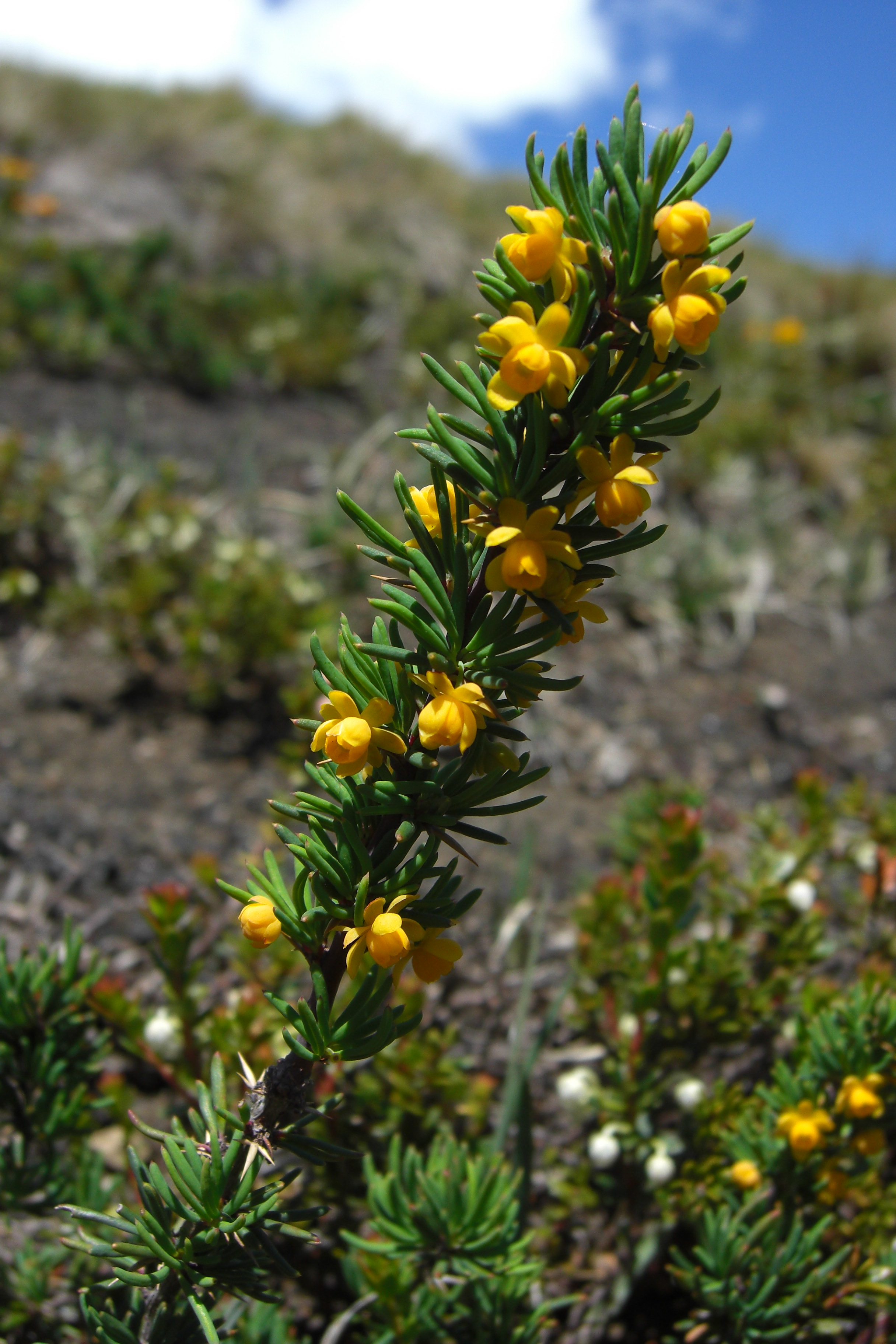
Blütenstände

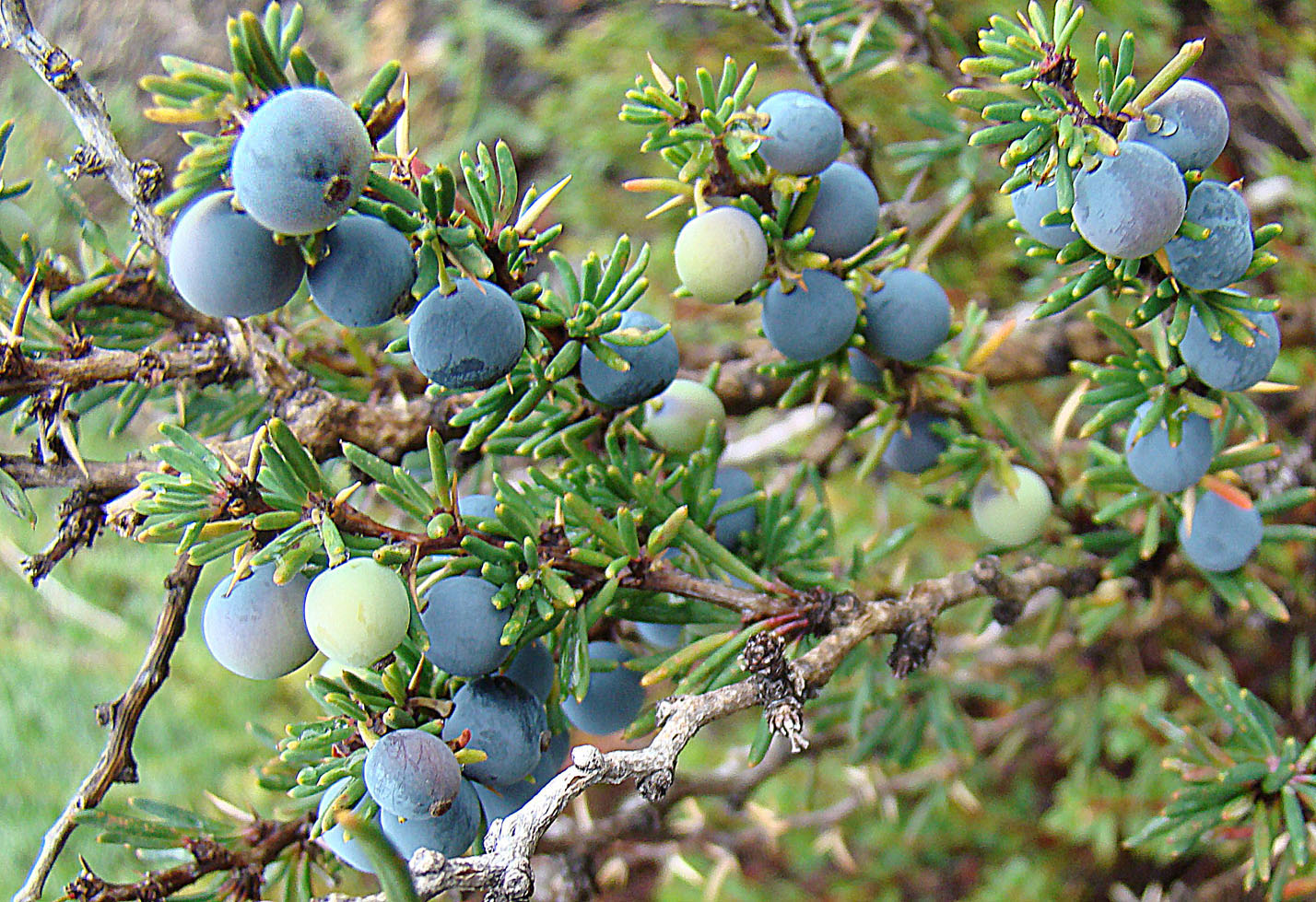
Früchte

Die Krähenbeerblättrige Berberitze oder Krähenbeer(en)-Berberitze (Berberis empetrifolia) ist eine Pflanzenart aus der Familie der Berberitzengewächse (Berberidaceae). Sie stammt aus Südamerika (Mittel-Chile bis Feuerland). Sie wurde 1792 von Jean-Baptiste de Lamarck in Tableau encyclopédique beschrieben. Ihren botanischen Namen hat sie aufgrund ihrer Blätter, die denen von Krähenbeeren-Arten (Empetrum) ähneln. 

## Beschreibung
Die Krähenbeerblättrige Berberitze ist ein niederliegender, immergrüner Strauch, der nur Wuchshöhen von bis zu 0,6 Meter erreicht. Die Rinde der ein- und zweijährigen Zweige ist gelblich bis rotbraun, kantig, kahl und häufig bereift; die Rinde mehrjähriger Zweige ist grau, gefurcht und mehr oder weniger flockig-rissig. Die ein- bis dreiteiligen Dornen sind hellbraun und werden 0,3 bis 1,8 Zentimeter lang. 
Die linealen Laubblätter sitzen an bis zu 2,5 Millimeter langen Stielen, sind bisweilen gebogen, derb, stachelspitzig, 0,5 bis 2 Zentimeter lang und 1 bis 1,2 Millimeter breit, oberseits matt dunkelgrün und unterseits hellgrün gefärbt. Die Blattränder sind nach unten umgerollt, so dass sie sich fast berühren und den Blättern ein nadelartiges Aussehen geben, und weisen zusätzlich mehr oder weniger haarartige Papillen auf, welche die durch die Einrollung der Blattränder entstandene Höhlung gegen allzu große Transpiration schützen. Es handelt sich um Anpassungen an die große Höhe und an die trockenen windigen Standorte, an denen diese Pflanze an der Magellanstraße, in Patagonien und in den Anden lebt (Xerophilie).
Die goldgelben Blüten sind 3 bis 5 Millimeter groß und stehen einzeln oder zu zweit an 2 bis 14 Millimeter langen Stielen und enthalten 12 bis 17 Blütenhüllblätter. Die kugelförmigen Früchte, Beeren mit Narbenresen sind schwarzblau und bereift, 4 bis 7 Millimeter groß und enthalten ein bis neun etwa 3 bis 4 Millimeter lange Samen.
Diese Art blüht in ihrer Heimat von November bis Januar (in Mitteleuropa im Mai) und fruchtet von Dezember bis März.
Die Chromosomenzahl beträgt 2n = 28.

## Vorkommen
In Chile findet sich diese Art von den Anden der Región de Coquimbo und in Argentinien von den Anden der Provinz Mendoza bis nach Feuerland im Süden beider Länder. Sie steigt von Meereshöhe bis in 3000 Meter NN. In Südamerika wird diese Art zarcilla, monte negro und uva de la cordillera genannt.

## Verwendung
Diese Pflanzenart wird selten als Hecken- und Zierstrauch verwendet. Alle Pflanzenteile außer den Beerenfrüchten der Krähenbeerblättrigen Berberitze sind, wie die meisten Berberitzen, giftig.

## Hybriden
Die Schmalblättrige Berberitze (Berberis × stenophylla hort.) ist eine Hybride aus der Krähenbeerblättrigen Berberitze und Darwins Berberitze.
Es sind auch natürliche Hybriden mit Berberis montana und Berberis grevilleana bekannt.

## Synonyme
Für die Krähenbeerblättrige Berberitze gibt es folgende Synonyme:
- Berberis empetrifolia var. magellanica C.K.Schneid.
- Berberis mutabilis Phil.
- Berberis revoluta Sm. ex DC.
- Berberis wawrana C.K.Schneid.